# Мунго Парк
Мунго Парк (англ. Mungo Park [ˈmʌŋgoʊ ˈpɑːk], 11 вересня 1771, Фоулшилз, Селкерк — 1806, річка Нігер) — шотландський дослідник Африки, одним з перших намагався розгадати загадку річки Нігер.

## Молоді роки
Народився 11 вересня 1771 року у місті Фоулшилз (Нижня Шотландія). Навчався на медичному факультеті Едінбурзького університету. Як корабельний лікар служив на англійських військових суднах. Під час служби побував на Суматрі та в Індії. У 1794 році Парк почув, що «Англійське географічне товариство сприянню відкриття внутрішніх областей Африки» організує чергову експедицію. Він відразу запропонував організаторам свої послуги. До того часу Мунго Парк вже мав репутацію науковця.

## Африка

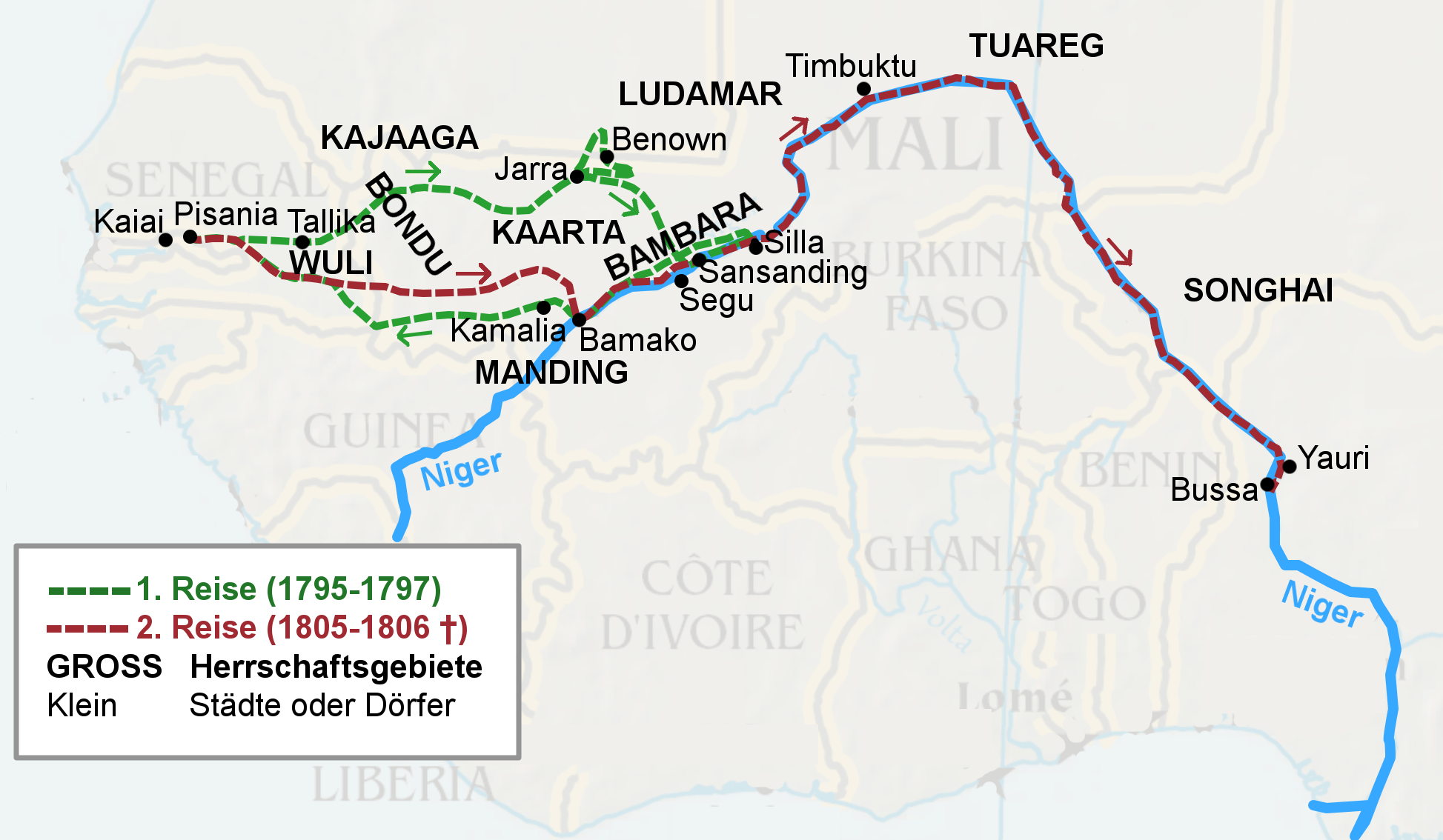
Подорожі Мунго Парка

Метою експедиції було виявити гирло та витоки річки Нігер, встановити напрямок її течії, а також знайти легендарне місто Тімбукту — центр африканської торгівлі в цьому регіоні. На організацію подорожі було спрямовано 200 фунтів стерлінгів. Мунго Парку надали двох віслюків, коня, кишеньковий секстант, компас та термометр. Супроводжували його три негри.
Перша подорож Парка розпочалася 22 травня 1795 року з Портсмуту. Прибувши до африканського порту Йїллифей, Мунго Парк пересів на маленьке судно й пішов уверх по річці Гамбія. Але незабаром він підхопив якусь гарячку, ймовірно малярійного походження. Довелося два місяці провести у містечку Пізанія, у торговця рабами. За цей час Парк вивчив мову місцевого племені мандинго. Напочатку грудня Парк знову розпочав подорож. Цього разу верхи. Мандрівник спокійно пройшов через землі мандриганів. У місті Медина король Джатта надав йому харчів та вільний пропуск через свої землі. Також його тепло зустріли у королівстві Бонд — маленькій державі між річками Гамбія й Сенегал.
Після цього почали виникати труднощі. У королівстві Каяга на загін Парка напали розбійники. Король Каарти Даїзі Куррабі відмовився пропустити мандрівника через свої землі. Це було викликано турботою про іноземця. Перед цим король сусідньої з Каартою держави — Бамбари — прислав Даїзі Куррабі знак війни — залізні сандалі. Тоді шотландець вирішив йти в обхід королівства Бамбара через землі маврів. У першому мавританському місті — Діні — його знову пограбували. Після цього негр-провідник відмовився йти з Мунго Парком далі. Незабаром Парка схопили за наказом шейха Алі. Його улюблена дружина — Фатима — побажала побачити європейця. Тут до того часу не було жодного європейця. Коли Мунго Парк прибув у шатро Алі, його розглядали як якусь незвичайну істоту. Шейх Алі вирішив вбити Мунго, відсікти руку або виколоти очі. Але мандрівника врятувало те, що дружина Алі, Фатима ще не прибула. Незабаром йому вдалося втекти.
Після тяжкого переходу він прибув до Каарти. Відновивши сили, мандрівник попрямував далі і 20 липня 1796 року неподалік міста Сегу побачив річку Нігер. Парк зауважив, що річка мала східний напрямок течії. До того часу європейські науковці були впевнені, що Нігер тече на захід. Після цього Парк вирушив униз за течією. Тут він потрапив до королівства Бамбарра, король якого надав йому королівського посланця-провідника і 5 тисяч курисів — просвердлених мушль каурі (грошей африканських племен). Але Мунго Парк знову захворів на гарячку (ймовірно малярію). Тому дізнавшись усе про нижню течію річки Нігер, він 30 липня 1796 року повернув назад. З великими труднощами Парк 22 грудня 1797 року повернувся до Лондона. Подорож зайняла 2 роки і 7 місяців.
Після повернення Мунго Парк продовжив займатися лікарською практикою, а також написав книгу про свою подорож.

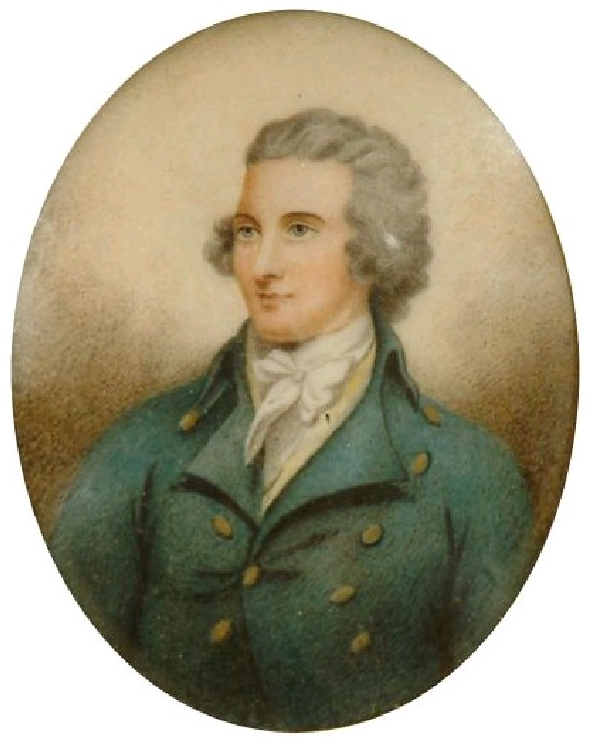
Мунго Парк

У 1805 році він запропонував Африканському товариству проєкт ще однієї подорожі по Нігеру. Було вирішено відправити військову експедицію з метою розширення англійського впливу на райони Середнього Судану.
Похід розпочався у січні 1805 року. Парку надали 5 тисяч фунтів стерлінгів. Загін складався з 40 європейців, лікаря, художника, 4 теслярів, 35 солдатів. Рух по Африці експедиція розпочала у травні. Це був сезон дощів — найгірший період для подорожі. На шляху місцеве населення зустріло загін вороже. До цього значна частина людей страждала через гарячку. Коли Мунго Парк дістався до Нігера, він мав лише 6 солдатів й 1 тесляра. Шлях по річці почали на пірогах, але у Бамако з двох човнів побудували судно. У листопаді експедиція вирушила далі. Тут Мунго Парк виявив, що Нігер повертає на південь. Цю інформацію разом із малюнками Парк відправив на узбережжя разом з негром Ісааком. Судно, на якому рухалися члени експедиції дісталося міста Бусса. Тут Парк наказав відкрити вогонь по тубільцях, хоча на це не було жодної потреби. Це ще більше погіршило ставлення місцевого населення до європейців. Наприкінці 1806 року перед порогами загін було атаковано. Мунго Парк стрибнув у річку, де й потонув.